# Caius Claudius Marcellus (Kr. e. 80)
Caius Claudius Marcellus (Kr. e. 2. század – Kr. e. 1. század) római politikus volt. Családja a plebeius Claudiusok közé tartozott. Fivére, Marcus aedilis curulis volt Kr. e. 91-ben, ő maga pedig Kr. e. 80-ban viselte a praetori magistraturát. Hivatali évét követően Marcus Aemilius Lepidust váltotta fel Szicília kormányzójaként. Érkezésekor a provincia katasztrofális állapotban volt elődeinek zsarnokoskodása és harácsolásai miatt, ő azonban visszafogott, igazságos kormányzásával valóságos virágkort hozott a sziget számára.
Cicero, aki kollégája volt az auguri testületben, és mindig is jó véleménnyel volt róla, azt írja, hogy a szicíliaiak második megmentőjükként tekintettek rá: Marcellusnak szobrokat emeltettek minden városban, és mivel ükapja, a hódító Marcus Claudius Marcellus tiszteletére már létezett egy ünnepség (Marcellea), azt Caiusnak szentelve felújították. Később bíróként részt vett Verres perében.
Még megérte fia, Caius consuli évét Kr. e. 50-ben, megválasztása okán Cicero meleg hangvételű gratuláló levelet írt neki.